# Dürrentalbach (Unrechttraisen)
Der Dürrentalbach ist ein rechter Zufluss zur Unrechttraisen nordwestlich von Hohenberg in Niederösterreich.
Der Dürrentalbach entspringt östlich des Rotensteins (1126 m ü. A., ⊙) in drei Quellbächen und verläuft von dort zunächst nach Süden, vereinigt sich mit dem von links kommenden Bach von Almerin und fließt sodann in Richtung Innerfahrafeld zur Unrechttraisen ab, in die er mündet.
Sein Einzugsgebiet umfasst 7,1 km² in teilweise bewaldeter Landschaft.